# Jorge Luís Sena
Jorge Luís Sena (Rio de Janeiro, 25 de abril de 1953) é um ex-futebolista e ex-treinador brasileiro.

## Carreira

### Como jogador
Começou em clubes pequenos do Rio de Janeiro e, em 1977, foi descoberto pelo Vitória, onde jogou por quatro anos, se tornando ídolo da torcida rubro-negra. Em 1981, foi contratado pelo Palmeiras, onde apenas ficou por alguns meses, mas o bastante para se destacar, marcando os dois gols da final da Taça de Prata, que levou o clube de volta à Taça de Ouro.

Defendeu ainda diversos outros clubes antes de encerrar a carreira em 1988.

### Como treinador
Já treinou diversos clubes de pequena expressão do país, com destaque para seu trabalho no Goytacaz, em 1991.